# Grand Prix Formule 1 van China 2025
De Grand Prix Formule 1 van China 2025 werd verreden op 23 maart op het Shanghai International Circuit. Het was de tweede race van het seizoen. 
De Grand Prix van China was de eerste van zes GP-weekeinden dit jaar waarin een "Sprint" gehouden werd. 
Een "sprint" is bijna hetzelfde als een normale race, met als groot verschil dat de wedstrijd minder lang duurt. De afstand van de sprintrace bedraagt circa 100 kilometer, de wedstrijd is daardoor van korte duur.
Het Grand Prix-weekeinde begint op vrijdag met de eerste vrije training van zestig minuten, daarna volgt de sprintkwalificatie die de startopstelling van de "sprint" bepaalt. 
Op zaterdagmorgen is de "sprint" gereden. Daarna volgt de kwalificatie die de startopstelling (inclusief mogelijke gridstraffen) bepaalt van de hoofdrace op zondag en tevens bepaalt welke coureur de term "poleposition" toegekend krijgt.
Op zondag is de hoofdrace gereden over een "normale" Grand Prix afstand (circa 300 kilometer) en de teams hebben een vrije bandenkeuze gehad.

## Vrije training
- Enkel de top vijf wordt weergegeven.

| Pos. | Nr. | Coureur         | Constructeur     | Tijd     |
| ---- | --- | --------------- | ---------------- | -------- |
| 1    | 4   | Lando Norris    | McLaren-Mercedes | 1:31.504 |
| 2    | 16  | Charles Leclerc | Ferrari          | 1:31.958 |
| 3    | 81  | Oscar Piastri   | McLaren-Mercedes | 1:32.153 |
| 4    | 44  | Lewis Hamilton  | Ferrari          | 1:32.195 |
| 5    | 63  | George Russell  | Mercedes         | 1:32.377 |

## Sprintkwalificatie
| Pos.                    | Nr. | Coureur           | Constructeur               | Kwalificatietijden | Kwalificatietijden | Kwalificatietijden | Grid   |
| Pos.                    | Nr. | Coureur           | Constructeur               | SQ1                | SQ2                | SQ3                | Grid   |
| ----------------------- | --- | ----------------- | -------------------------- | ------------------ | ------------------ | ------------------ | ------ |
| 1                       | 44  | Lewis Hamilton    | Ferrari                    | 1:31.212           | 1:31.384           | 1:30.849           | 1      |
| 2                       | 1   | Max Verstappen    | Red Bull Racing-Honda RBPT | 1:31.916           | 1:31.521           | 1:30.867           | 2      |
| 3                       | 81  | Oscar Piastri     | McLaren-Mercedes           | 1:31.723           | 1:31.362           | 1:30.929           | 3      |
| 4                       | 16  | Charles Leclerc   | Ferrari                    | 1:31.518           | 1:31.561           | 1:31.057           | 4      |
| 5                       | 63  | George Russell    | Mercedes                   | 1:31.952           | 1:31.346           | 1:31.169           | 5      |
| 6                       | 4   | Lando Norris      | McLaren-Mercedes           | 1:31.396           | 1:31.174           | 1:31.393           | 6      |
| 7                       | 12  | Kimi Antonelli    | Mercedes                   | 1:31.999           | 1:31.475           | 1:31.738           | 7      |
| 8                       | 22  | Yuki Tsunoda      | Racing Bulls-Honda RBPT    | 1:32.316           | 1:31.794           | 1:31.773           | 8      |
| 9                       | 23  | Alexander Albon   | Williams-Mercedes          | 1:32.462           | 1:31.539           | 1:31.852           | 9      |
| 10                      | 18  | Lance Stroll      | Aston Martin-Mercedes      | 1:32.327           | 1:31.742           | 1:31.982           | 10     |
| 11                      | 14  | Fernando Alonso   | Aston Martin-Mercedes      | 1:32.121           | 1:31.815           |                    | 11     |
| 12                      | 87  | Oliver Bearman    | Haas-Ferrari               | 1:32.269           | 1:31.978           |                    | 12     |
| 13                      | 55  | Carlos Sainz jr.  | Williams-Mercedes          | 1:32.457           | 1:32.325           |                    | 13     |
| 14                      | 5   | Gabriel Bortoleto | Kick Sauber-Ferrari        | 1:32.539           | 1:32.564           |                    | 14     |
| 15                      | 6   | Isack Hadjar      | Racing Bulls-Honda RBPT    | 1:32.171           | Geen tijd          |                    | 15     |
| 16                      | 7   | Jack Doohan       | Alpine-Renault             | 1:32.575           |                    |                    | 16     |
| 17                      | 10  | Pierre Gasly      | Alpine-Renault             | 1:32.640           |                    |                    | 17     |
| 18                      | 31  | Esteban Ocon      | Haas-Ferrari               | 1:32.651           |                    |                    | 18     |
| 19                      | 27  | Nico Hülkenberg   | Kick Sauber-Ferrari        | 1:32.675           |                    |                    | Pit *1 |
| 20                      | 30  | Liam Lawson       | Red Bull Racing-Honda RBPT | 1:32.729           |                    |                    | 19     |
| SQ1 107% tijd: 1:37.596 |     |                   |                            |                    |                    |                    |        |
| Bron: formula1.com      |     |                   |                            |                    |                    |                    |        |

*1 Nico Hülkenberg moest vanuit de pit starten omdat er aan zijn wagen is gewerkt onder Parc fermé condities.

## Sprint
Lewis Hamilton won voor de eerste keer in zijn carrière een sprint.
| Pos.               | Nr. | Coureur           | Constructeur               | Rondes | Tijd / Oorzaak Uitval | Grid | Punten |
| ------------------ | --- | ----------------- | -------------------------- | ------ | --------------------- | ---- | ------ |
| 1                  | 44  | Lewis Hamilton    | Ferrari                    | 19     | 30:39.965             | 1    | 8 S    |
| 2                  | 81  | Oscar Piastri     | McLaren-Mercedes           | 19     | +6.889                | 3    | 7      |
| 3                  | 1   | Max Verstappen    | Red Bull Racing-Honda RBPT | 19     | +9.804                | 2    | 6      |
| 4                  | 63  | George Russell    | Mercedes                   | 19     | +11.592               | 5    | 5      |
| 5                  | 16  | Charles Leclerc   | Ferrari                    | 19     | +12.190               | 4    | 4      |
| 6                  | 22  | Yuki Tsunoda      | Racing Bulls-Honda RBPT    | 19     | +22.288               | 8    | 3      |
| 7                  | 12  | Kimi Antonelli    | Mercedes                   | 19     | +23.038               | 7    | 2      |
| 8                  | 4   | Lando Norris      | McLaren-Mercedes           | 19     | +23.471               | 6    | 1      |
| 9                  | 18  | Lance Stroll      | Aston Martin-Mercedes      | 19     | +24.916               | 10   |        |
| 10                 | 14  | Fernando Alonso   | Aston Martin-Mercedes      | 19     | +38.218               | 11   |        |
| 11                 | 23  | Alexander Albon   | Williams-Mercedes          | 19     | +39.292               | 9    |        |
| 12                 | 10  | Pierre Gasly      | Alpine-Renault             | 19     | +39.649               | 17   |        |
| 13                 | 6   | Isack Hadjar      | Racing Bulls-Honda RBPT    | 19     | +42.400               | 15   |        |
| 14                 | 30  | Liam Lawson       | Red Bull Racing-Honda RBPT | 19     | +44.904               | 19   |        |
| 15                 | 87  | Oliver Bearman    | Haas-Ferrari               | 19     | +45.649               | 12   |        |
| 16                 | 31  | Esteban Ocon      | Haas-Ferrari               | 19     | +46.182               | 18   |        |
| 17                 | 55  | Carlos Sainz jr.  | Williams-Mercedes          | 19     | +51.376               | 13   |        |
| 18                 | 5   | Gabriel Bortoleto | Kick Sauber-Ferrari        | 19     | +53.940               | 14   |        |
| 19                 | 27  | Nico Hülkenberg   | Kick Sauber-Ferrari        | 19     | +56.682               | Pit  |        |
| 20                 | 7   | Jack Doohan       | Alpine-Renault             | 19     | +1:10.212 *1          | 16   |        |
| Bron: formula1.com |     |                   |                            |        |                       |      |        |

S Lewis Hamilton reed in ronde 7 de snelste ronde in 1:35.399.

*1 Jack Doohan eindigde de wedstrijd als twintigste maar kreeg na de sprint een straf van 10 seconden voor het veroorzaken van een aanrijding met Gabriel Bortoleto, dit had geen gevolgen voor de positie in de einduitslag omdat hij al laatste was.

## Kwalificatie
Oscar Piastri behaalde de eerste pole position in zijn carrière.
| Pos.                   | Nr. | Coureur           | Constructeur               | Kwalificatietijden | Kwalificatietijden | Kwalificatietijden | Grid   |
| Pos.                   | Nr. | Coureur           | Constructeur               | Q1                 | Q2                 | Q3                 | Grid   |
| ---------------------- | --- | ----------------- | -------------------------- | ------------------ | ------------------ | ------------------ | ------ |
| 1                      | 81  | Oscar Piastri     | McLaren-Mercedes           | 1:31.591           | 1:31.200           | 1:30.641           | 1      |
| 2                      | 63  | George Russell    | Mercedes                   | 1:31.295           | 1:31.307           | 1:30.723           | 2      |
| 3                      | 4   | Lando Norris      | McLaren-Mercedes           | 1:30.983           | 1:30.787           | 1:30.793           | 3      |
| 4                      | 1   | Max Verstappen    | Red Bull Racing-Honda RBPT | 1:31.424           | 1:31.142           | 1:30.817           | 4      |
| 5                      | 44  | Lewis Hamilton    | Ferrari                    | 1:31.690           | 1:31.501           | 1:30.927           | 5      |
| 6                      | 16  | Charles Leclerc   | Ferrari                    | 1:31.579           | 1:31.450           | 1:31.021           | 6      |
| 7                      | 6   | Isack Hadjar      | Racing Bulls-Honda RBPT    | 1:31.162           | 1:31.253           | 1:31.079           | 7      |
| 8                      | 12  | Kimi Antonelli    | Mercedes                   | 1:31.676           | 1:31.590           | 1:31.103           | 8      |
| 9                      | 22  | Yuki Tsunoda      | Racing Bulls-Honda RBPT    | 1:31.238           | 1:31.260           | 1:31.638           | 9      |
| 10                     | 23  | Alexander Albon   | Williams-Mercedes          | 1:31.503           | 1:31.595           | 1:31.706           | 10     |
| 11                     | 31  | Esteban Ocon      | Haas-Ferrari               | 1:31.876           | 1:31.625           |                    | 11     |
| 12                     | 27  | Nico Hülkenberg   | Kick Sauber-Ferrari        | 1:31.921           | 1:31.632           |                    | 12     |
| 13                     | 14  | Fernando Alonso   | Aston Martin-Mercedes      | 1:31.719           | 1:31.688           |                    | 13     |
| 14                     | 18  | Lance Stroll      | Aston Martin-Mercedes      | 1:31.923           | 1:31.773           |                    | 14     |
| 15                     | 55  | Carlos Sainz jr.  | Williams-Mercedes          | 1:31.628           | 1:31.840           |                    | 15     |
| 16                     | 10  | Pierre Gasly      | Alpine-Renault             | 1:31.992           |                    |                    | 16     |
| 17                     | 87  | Oliver Bearman    | Haas-Ferrari               | 1:32.018           |                    |                    | 17     |
| 18                     | 7   | Jack Doohan       | Alpine-Renault             | 1:32.092           |                    |                    | 18     |
| 19                     | 5   | Gabriel Bortoleto | Kick Sauber-Ferrari        | 1:32.141           |                    |                    | 19     |
| 20                     | 30  | Liam Lawson       | Red Bull Racing-Honda RBPT | 1:32.174           |                    |                    | Pit *1 |
| Q1 107% tijd: 1:37.351 |     |                   |                            |                    |                    |                    |        |
| Bron: formula1.com     |     |                   |                            |                    |                    |                    |        |

*1 Liam Lawson moest vanuit de pit starten omdat er aan zijn wagen is gewerkt onder Parc fermé condities.

## Wedstrijd
Oscar Piastri behaalde de derde Grand Prix-overwinning in zijn carrière.
| Pos.               | Nr. | Coureur           | Constructeur               | Rondes | Tijd / Oorzaak Uitval | Grid | Punten |
| ------------------ | --- | ----------------- | -------------------------- | ------ | --------------------- | ---- | ------ |
| 1                  | 81  | Oscar Piastri     | McLaren-Mercedes           | 56     | 1:30.55.026           | 1    | 25     |
| 2                  | 4   | Lando Norris      | McLaren-Mercedes           | 56     | +9.748                | 3    | 18S    |
| 3                  | 63  | George Russell    | Mercedes                   | 56     | +11.097               | 2    | 15     |
| 4                  | 1   | Max Verstappen    | Red Bull Racing-Honda RBPT | 56     | +16.656               | 4    | 12     |
| 5                  | 31  | Esteban Ocon      | Haas-Ferrari               | 56     | +49.969               | 11   | 10     |
| 6                  | 12  | Kimi Antonelli    | Mercedes                   | 56     | +53.748               | 8    | 8      |
| 7                  | 23  | Alexander Albon   | Williams-Mercedes          | 56     | +56.321               | 10   | 6      |
| 8                  | 87  | Oliver Bearman    | Haas-Ferrari               | 56     | +1:01.303             | 17   | 4      |
| 9                  | 18  | Lance Stroll      | Aston Martin-Mercedes      | 56     | +1:10.204             | 14   | 2      |
| 10                 | 55  | Carlos Sainz jr.  | Williams-Mercedes          | 56     | +1:16.387             | 15   | 1      |
| 11                 | 6   | Isack Hadjar      | Racing Bulls-Honda RBPT    | 56     | +1:18.875             | 7    |        |
| 12                 | 30  | Liam Lawson       | Red Bull Racing-Honda RBPT | 56     | +1:21.147             | Pit  |        |
| 13                 | 7   | Jack Doohan       | Alpine-Renault             | 56     | +1:28.401 *1          | 18   |        |
| 14                 | 5   | Gabriel Bortoleto | Kick Sauber-Ferrari        | 55     | +1 ronde              | 19   |        |
| 15                 | 27  | Nico Hülkenberg   | Kick Sauber-Ferrari        | 55     | +1 ronde              | 12   |        |
| 16                 | 22  | Yuki Tsunoda      | Racing Bulls-Honda RBPT    | 55     | +1 ronde              | 9    |        |
| DNF                | 14  | Fernando Alonso   | Aston Martin-Mercedes      | 5      | Remmen                | 13   |        |
| DSQ                | 16  | Charles Leclerc   | Ferrari                    | 56     | +23.211 *2            | 6    |        |
| DSQ                | 44  | Lewis Hamilton    | Ferrari                    | 56     | +25.381 *3            | 5    |        |
| DSQ                | 10  | Pierre Gasly      | Alpine-Renault             | 56     | +1:07.195 *4          | 16   |        |
| Bron: formula1.com |     |                   |                            |        |                       |      |        |

S Lando Norris reed voor de veertiende keer in zijn carrière een snelste ronde. Lewis Hamilton reed de snelste ronde in China maar werd gediskwalificeerd.

*1 Jack Doohan eindigde de wedstrijd als veertiende maar kreeg na de wedstrijd een straf van 10 seconden voor het van de baan dringen van Isack Hadjar.

*2 Charles Leclerc eindigde de wedstrijd als vijfde maar werd gediskwalificeerd omdat de wagen na afloop van de race te licht was.

*3 Lewis Hamilton eindigde de wedstrijd als zesde maar werd gediskwalificeerd omdat een deel van de bodemplaat te veel slijtage vertoonde.

*4 Pierre Gasly eindigde de wedstrijd als elfde maar werd gediskwalificeerd omdat de wagen na afloop van de race te licht was.

## Tussenstanden wereldkampioenschap
Betreft tussenstanden voor het wereldkampioenschap na afloop van de race.

### Coureurs
| Pos. | Nr. | Coureur           | Constructeur               | Punten |
| ---- | --- | ----------------- | -------------------------- | ------ |
| 1    | 4   | Lando Norris      | McLaren-Mercedes           | 44     |
| 2    | 1   | Max Verstappen    | Red Bull Racing-Honda RBPT | 36     |
| 3    | 63  | George Russell    | Mercedes                   | 35     |
| 4    | 81  | Oscar Piastri     | McLaren-Mercedes           | 34     |
| 5    | 12  | Kimi Antonelli    | Mercedes                   | 22     |
| 6    | 23  | Alexander Albon   | Williams-Mercedes          | 16     |
| 7    | 31  | Esteban Ocon      | Haas-Ferrari               | 10     |
| 8    | 18  | Lance Stroll      | Aston Martin-Mercedes      | 10     |
| 9    | 44  | Lewis Hamilton    | Ferrari                    | 9      |
| 10   | 16  | Charles Leclerc   | Ferrari                    | 8      |
| 11   | 27  | Nico Hülkenberg   | Kick Sauber-Ferrari        | 6      |
| 12   | 87  | Oliver Bearman    | Haas-Ferrari               | 4      |
| 13   | 22  | Yuki Tsunoda      | Racing Bulls-Honda RBPT    | 3      |
| 14   | 55  | Carlos Sainz jr.  | Williams-Mercedes          | 1      |
| 15   | 10  | Pierre Gasly      | Alpine-Renault             | 0      |
| 16   | 6   | Isack Hadjar      | Racing Bulls-Honda RBPT    | 0      |
| 17   | 30  | Liam Lawson       | Red Bull Racing-Honda RBPT | 0      |
| 18   | 7   | Jack Doohan       | Alpine-Renault             | 0      |
| 19   | 5   | Gabriel Bortoleto | Kick Sauber-Ferrari        | 0      |
| 20   | 14  | Fernando Alonso   | Aston Martin-Mercedes      | 0      |

### Constructeurs
| Pos. | Constructeur               | Punten |
| ---- | -------------------------- | ------ |
| 1    | McLaren-Mercedes           | 78     |
| 2    | Mercedes                   | 57     |
| 3    | Red Bull Racing-Honda RBPT | 36     |
| 4    | Williams-Mercedes          | 17     |
| 5    | Ferrari                    | 17     |
| 6    | Haas-Ferrari               | 14     |
| 7    | Aston Martin-Mercedes      | 10     |
| 8    | Kick Sauber-Ferrari        | 6      |
| 9    | Racing Bulls-Honda RBPT    | 3      |
| 10   | Alpine-Renault             | 0      |